# Anthicomorphus niponicus
Anthicomorphus niponicus es una especie de coleóptero de la familia Anthicidae.

## Distribución geográfica
Habita en Japón.